# Curt Swolinzky
Curt Carl Albert Swolinzky (* 19. Dezember 1887 in Lobbe/Rügen; † 1. November 1967 in Berlin) war ein deutscher Politiker (SPD). In den ersten Jahren nach dem Zweiten Weltkrieg gehörte er zu den einflussreichsten Funktionären der SPD in West-Berlin. Ein Korruptionsskandal beendete 1955 seine politische Laufbahn.

## Leben
Swolinzky machte in Greifenhagen bei Stettin eine kaufmännische Lehre als Textilkaufmann. Im Ersten Weltkrieg war er Soldat. 1908 wurde er erstmals und 1919 erneut Mitglied der SPD, für die er als Stadtverordneter in Greifenhagen tätig war. Anfang der 1920er Jahre ging Swolinzky als hauptamtlicher Gewerkschaftsfunktionär (Zentralverband der Angestellten) nach Breslau, wo er zuletzt auch Vorsitzender des mitgliederstarken SPD-Ortsvereins war. Swolinzky gehörte in der SPD zum äußersten rechten Flügel und bekämpfte in Breslau aktiv „die eigene Parteilinke“, von der sich ein großer Teil 1931 der SAP anschloss. Nach der Machtübernahme der Nationalsozialisten befand er sich einige Monate in sogenannter Schutzhaft und übersiedelte dann nach Berlin.
In Berlin-Tempelhof in der Berliner Straße 82 (heute Tempelhofer Damm 198) übernahm Swolinzky 1938 für einen geringen Kaufpreis das Textilgeschäft des jüdischen Inhabers Georg Lewy, der unter dem Druck der Zwangsmaßnahmen gegen jüdische Gewerbetreibende gegen seinen Willen verkaufen musste. Lewy überlebte mit seiner Familie den Holocaust durch Flucht nach England und forderte bereits kurz nach Kriegsende sein Geschäft zurück, indem er im Juni 1945 den Kaufvertrag als sittenwidrig erzwungen anfocht. Swolinzky bestritt aber, dass der Verkauf unter Zwang erfolgt sei. Lewy klagte bis 1952 erfolglos durch mehrere Instanzen. Da Swolinzky in dieser Zeit einer der führenden Funktionäre und Fraktionsvorsitzender der Berliner SPD in der Stadtverordnetenversammlung von Groß-Berlin war, wurde in der Berliner Presse und darüber hinaus über den Fall berichtet. Er wehrte sich in ausführlichen Stellungnahmen, etwa in der jüdischen Gemeindezeitung Der Weg. Einen Strafantrag gegen acht Zeugen, die im August 1946 vor der Entnazifizierungkommission Tempelhof unter Eid ausgesagt hatten, sie hätten ihn in der Nazizeit mit dem Parteiabzeichen der NSDAP gesehen, soll Swolinzky im April 1947 wieder zurückgezogen haben.
Nach dem Ende des Krieges wurde Swolinzky im Sommer 1945 Kreisvorsitzender der SPD in Tempelhof. Anfang 1946 gehörte er mit Gerhard Außner (Spandau) und Franz Neumann (Reinickendorf) zur „informellen Führungsgruppe“ jener Berliner Sozialdemokraten, die gegen die Vereinigung mit der KPD auftraten. Am 19. März 1946 wurde er vom Zentralausschuss der SPD „wegen parteischädigenden Verhaltens durch Fraktionsbildung und Herausgabe von Flugblättern parteizersetzenden Inhalts“ als Kreisvorsitzender in Tempelhof abgesetzt und aus der SPD ausgeschlossen. Da der Zentralausschuss bald darauf die Kontrolle über die Bezirksverbände in West-Berlin verlor, konnte Swolinzky den Kreisvorsitz erneut übernehmen. Bei der Neukonstituierung der Berliner Bezirksorganisation der SPD durch die Fusionsgegner wurden Swolinzky, Neumann und Karl Germer im April 1946 zu gleichberechtigten Vorsitzenden gewählt. Beim SPD-Landesparteitag im Mai 1948 erhielt er bei der Wahl des Landesvorsitzenden und seiner Stellvertreter nur 63 von 295 Stimmen und wurde nicht mehr in den Landesvorstand gewählt.
Von 1946 bis 1958 war Swolinzky Mitglied der Berliner Stadtverordnetenversammlung bzw. des Abgeordnetenhauses von Berlin. Im Zuge des Skandals um das Berliner Zahlenlotto, in dessen Zentrum verschwundene bzw. zweckwidrig verwendete Lottogelder sowie ungewöhnlich hohe Vorstands- und Aufsichtsratsbezüge standen, wurde Swolinzky, der im Aufsichtsrat der Lottogesellschaft saß, im Dezember 1955 unter Androhung eines Ausschlussverfahrens dazu gedrängt, aus der SPD auszutreten, was er auch tat. In diesem Zusammenhang war zusätzlich bekanntgeworden, dass Swolinzky, der zu diesem Zeitpunkt stellvertretender Vorsitzender der SPD-Fraktion im Abgeordnetenhaus war, „Partei und Geschäft nicht auseinandergehalten hatte“. Er hatte seinem Textilgroßhandel über eine Tarnfirma seit 1949 Aufträge zur Belieferung von Senats- und Bezirksdienststellen mit Textilien (Wolldecken, Uniformtuche, Dienstbekleidung für die BVG usw.) verschafft. Der Aufforderung, sein Mandat im Abgeordnetenhaus niederzulegen, kam er nicht nach und blieb bis zum Ende der Legislaturperiode fraktionsloser Abgeordneter. Dadurch verlor die SPD die absolute Mehrheit der Sitze im Abgeordnetenhaus.
1959/60 geriet Swolinzky noch einmal in die Schlagzeilen, als die Staatsanwaltschaft gegen ihn wegen Bestechung ermittelte. Im September/Oktober 1959 befand er sich deswegen fast drei Wochen lang in Untersuchungshaft.